# 엘리너 파커
엘리너 파커(Eleanor Parker, 1922년 6월 26일 ~ 2013년 12월 9일)는 미국의 배우이다. 1950년 제14회 베니스 국제 영화제에서 여우주연상을 수상했다.

## 출연 작품
- 사운드 오브 뮤직